# 1955年世界乒乓球锦标赛
1955年世界乒乓球锦标赛是第二十二届世界乒乓球锦标赛，于1955年4月16日至24日在荷兰乌得勒支举行。这是荷兰首次主办世界乒乓球锦标赛。

## 赛果

### 团体
| 项目                | 金牌                                                 | 银牌 | 铜牌                                                                                 |
| 男子团体 斯韦思林杯 | 日本 · 荻村伊智朗 · 田舛吉二 · 田中利明 · 富田芳雄   | 捷克斯洛伐克 · 伊万·安德烈亚迪斯 · 拉吉斯拉夫·什季佩克 · 瓦茨拉夫·特雷巴 · 博胡米尔·瓦尼亚 · Ludvik Vyhnanovsky | 匈牙利 · 弗尔迪·拉斯洛 · 科齐安·约瑟夫 · 西多·费伦茨 · Josef Somogyi · 塞派希·卡尔曼 |
| 男子团体 斯韦思林杯 | 日本 · 荻村伊智朗 · 田舛吉二 · 田中利明 · 富田芳雄   | 捷克斯洛伐克 · 伊万·安德烈亚迪斯 · 拉吉斯拉夫·什季佩克 · 瓦茨拉夫·特雷巴 · 博胡米尔·瓦尼亚 · Ludvik Vyhnanovsky | 英格兰 · 理查德·伯格曼 · Brian Kennedy · 约翰尼·利奇 · Bryan Merrett · Alan Rhodes   |
| 女子团体 考比伦杯   | 羅馬尼亞 · 安杰莉卡·罗泽亚努 · 萨里·萨斯 · 埃拉·泽勒 | 日本 · 江口富士枝 · 楢原静 · 田中良子 · 渡边妃生子                                                              | 英格兰 · 安·海登 · 黛安娜·罗 · Rosalind Rowe · Jean Winn                             |

### 单项
| 项目     | 金牌                                  | 银牌                            | 铜牌                                |
| 男子单打 | 田中利明                              | 扎尔科·多利纳尔                 | Stephen Cafiero                     |
| 男子单打 | 田中利明                              | 扎尔科·多利纳尔                 | 西多·费伦茨                         |
| 女子单打 | 安杰莉卡·罗泽亚努                     | Ermelinde Rumpler-Wertl         | 渡边妃生子                          |
| 女子单打 | 安杰莉卡·罗泽亚努                     | Ermelinde Rumpler-Wertl         | 科齐安·埃娃                         |
| 男子双打 | 伊万·安德烈亚迪斯 拉吉斯拉夫·什季佩克 | 扎尔科·多利纳尔 维利姆·哈兰戈佐 | 荻村伊智朗 富田芳雄                 |
| 男子双打 | 伊万·安德烈亚迪斯 拉吉斯拉夫·什季佩克 | 扎尔科·多利纳尔 维利姆·哈兰戈佐 | 科齐安·约瑟夫 西多·费伦茨           |
| 女子双打 | 安杰莉卡·罗泽亚努 埃拉·泽勒           | 黛安娜·罗 Rosalind Rowe         | 楢原静 田中良子                     |
| 女子双打 | 安杰莉卡·罗泽亚努 埃拉·泽勒           | 黛安娜·罗 Rosalind Rowe         | 江口富士枝 渡边妃生子               |
| 混合双打 | 塞派希·卡尔曼 科齐安·埃娃             | Aubrey Simons Helen Elliot      | 田中利明 楢原静                     |
| 混合双打 | 塞派希·卡尔曼 科齐安·埃娃             | Aubrey Simons Helen Elliot      | 拉吉斯拉夫·什季佩克 Eliška Krejčová |